# Adesuwa Aighewi
Adesuwa Thongpond Pariyasapat Aighewi (22 de abril de 1988) es una modelo estadounidense.

## Primeros años
Adesuwa Aighewi nació en Minnesota de un madre tailandesa de ascendencia china y un padre nigeriano. Antes del modelaje era un estudiante de química en la Universidad de Maryland a la que comenzó a asistir a la edad de 15 años. Sus padres son científicos medioambientales, se mudó frecuentemente y pasó parte de su infancia en Nigeria.

## Carrera
Aighewi fue descubierta en el campus de la Universidad de Maryland. Ha desfilado para Alexander Wang, Coach, Louis Vuitton, Chanel, Kenzo, Kate Spade, Miu Miu, Bottega Veneta, Marc Jacobs, Yeezy (temporadas 2, 3, y 4), Michael Kors, Prabal Gurung, Christian Dior, Fendi, y Tommy Hilfiger, entre otros.
Ha aparecido en anuncios de Tom Ford, Marc Jacobs, y Vera Wang.
Desde enero de 2019, Aighewi está posicionada como una de las modelos "Top 50" según la página web models.com

## Videografía
Apariciones en vídeos musicales
- 2011: Childish Gambino – "Bonfire"
- 2012: Childish Gambino – "Heartbeat"
- 2016: Diana Gordon – "Woman"

Directora
- 2018: Spring in Harlem